# Schatz
Pour les articles homonymes, voir Schatz (homonymie).
Schatz, mot allemand qui signifie « trésor », est le diminutif et le surnom utilisé sur les marchés financiers d'un emprunt d'État, d'une durée originale de deux ans émis par l'Allemagne sous la forme d'un titre de créance négociable, le Bundesschatzanweisung, parfois abrégé en BSA.
Les Schätze, dont il y a quatre émissions par an, sont adjugés en mars, juin, septembre et décembre, et atteignent des encours généralement compris entre 12 et 17 milliards d'euros. Ils sont structurellement l'obligation la moins chère à livrer du future sur emprunts d'État court allemand d'Eurex, dit contrat Schatz et dont il se traite en moyenne plus de 500 000 contrats par jour, soit donc plus de 50 milliards d'euros de nominal.